# Arcidiocesi di Passo Fundo
L'arcidiocesi di Passo Fundo (in latino: Archidioecesis Passofundensis) è una sede metropolitana della Chiesa cattolica in Brasile. Nel 2021 contava 479.260 battezzati su 555.000 abitanti. È retta dall'arcivescovo Rodolfo Luís Weber.

## Territorio
L'arcidiocesi comprende 47 comuni nella parte settentrionale dello stato brasiliano del Rio Grande do Sul: Passo Fundo, Água Santa, Almirante Tamandaré do Sul, Barra Funda, Camargo, Carazinho, Casca, Charrua, Ciríaco, Coqueiros do Sul, Colorado, Coxilha, David Canabarro, Dois Lajeados, Ernestina, Gentil, Guaporé, Itapuca, Lagoa dos Três Cantos, Marau, Mato Castelhano, Montauri, Muliterno, Não-Me-Toque, Nicolau Vergueiro, Nova Alvorada, Nova Boa Vista, Pontão, Ronda Alta, Rondinha, Santa Cecília do Sul, Santo Antônio do Palma, Santo Antônio do Planalto, São Domingos do Sul, São Valentim do Sul, Sarandi, Selbach, Serafina Corrêa, Sertão, Tapejara, Tapera, Tio Hugo, União da Serra, Vanini, Victor Graeff, Vila Lângaro e Vila Maria.
Sede arcivescovile è la città di Passo Fundo, dove si trova la cattedrale di Nostra Signora Aparecida (Nossa Senhora Aparecida)
Il territorio si estende su una superficie di 11.235 km² ed è suddiviso in 53 parrocchie, raggruppate in 9 aree pastorali.

### Provincia ecclesiastica
La provincia ecclesiastica di Passo Fundo, istituita nel 2011, comprende le seguenti suffraganee:
- diocesi di Erexim,
- diocesi di Frederico Westphalen,
- diocesi di Vacaria.

## Storia
La diocesi di Passo Fundo fu eretta il 10 marzo 1951 con la bolla Si qua dioecesis di papa Pio XII, ricavandone il territorio dalla diocesi di Santa Maria (oggi arcidiocesi). Originariamente era suffraganea dell'arcidiocesi di Porto Alegre.
Il 18 ottobre 1952 con la bolla Pro apostolico dello stesso papa Pio XII fu istituito il capitolo della cattedrale.
Il 22 maggio 1961 e il 27 maggio 1971 cedette porzioni del suo territorio a vantaggio dell'erezione rispettivamente delle diocesi di Frederico Westphalen e di Erexim.
Il 15 agosto 1959, il 16 maggio 1966 e il 12 dicembre 1997 furono rivisti i confini tra la diocesi di Passo Fundo e le vicine sedi di Porto Alegre, di Caxias e di Cruz Alta.
Il 13 aprile 2011 è stata elevata al rango di arcidiocesi metropolitana con la bolla Ad totius dominici di papa Benedetto XVI.

## Cronotassi dei vescovi
Si omettono i periodi di sede vacante non superiori ai 2 anni o non storicamente accertati.
- João Cláudio Colling † (23 marzo 1951 - 29 agosto 1981 nominato arcivescovo di Porto Alegre)
- Urbano José Allgayer † (4 febbraio 1982 - 19 maggio 1999 ritirato)
- Pedro Ercílio Simon † (19 maggio 1999 succeduto - 11 luglio 2012 dimesso)
- Antônio Carlos Altieri, S.D.B. (11 luglio 2012 - 15 luglio 2015 dimesso)
- Rodolfo Luís Weber, dal 2 dicembre 2015

## Statistiche
L'arcidiocesi nel 2021 su una popolazione di 555.000 persone contava 479.260 battezzati, corrispondenti all'86,4% del totale.
| anno | popolazione | popolazione | popolazione | presbiteri | presbiteri | presbiteri | presbiteri                | diaconi | religiosi | religiosi | parrocchie |
| anno | battezzati  | totale      | %           | numero     | secolari   | regolari   | battezzati per presbitero | diaconi | uomini    | donne     | parrocchie |
| ---- | ----------- | ----------- | ----------- | ---------- | ---------- | ---------- | ------------------------- | ------- | --------- | --------- | ---------- |
| 1965 | 650.000     | 700.000     | 92,9        | 163        | 72         | 91         | 3.987                     |         | 204       | 606       | 60         |
| 1970 | 600.000     | 631.000     | 95,1        | 145        | 71         | 74         | 4.137                     | 1       | 130       | 631       | 66         |
| 1976 | 390.000     | 450.000     | 86,7        | 109        | 41         | 68         | 3.577                     | 2       | 132       | 350       | 43         |
| 1980 | 354.000     | 403.000     | 87,8        | 98         | 47         | 51         | 3.612                     | 2       | 90        | 400       | 43         |
| 1990 | 402.000     | 438.000     | 91,8        | 130        | 65         | 65         | 3.092                     | 2       | 159       | 460       | 49         |
| 1999 | 384.000     | 480.000     | 80,0        | 128        | 56         | 72         | 3.000                     |         | 186       | 384       | 52         |
| 2000 | 376.000     | 470.000     | 80,0        | 126        | 62         | 64         | 2.984                     |         | 163       | 386       | 52         |
| 2001 | 374.479     | 468.099     | 80,0        | 126        | 61         | 65         | 2.972                     |         | 155       | 383       | 52         |
| 2002 | 374.479     | 468.099     | 80,0        | 133        | 62         | 71         | 2.815                     |         | 189       | 384       | 52         |
| 2003 | 365.118     | 468.099     | 78,0        | 124        | 61         | 63         | 2.944                     |         | 141       | 364       | 53         |
| 2004 | 366.397     | 488.530     | 75,0        | 119        | 59         | 60         | 3.078                     |         | 130       | 331       | 53         |
| 2013 | 432.000     | 546.000     | 79,1        | 122        | 61         | 61         | 3.540                     |         | 117       | 327       | 55         |
| 2016 | 443.000     | 510.815     | 86,7        | 115        | 66         | 49         | 3.852                     |         | 68        | 327       | 53         |
| 2019 | 453.890     | 523.950     | 86,6        | 116        | 65         | 51         | 3.912                     |         | 72        | 60        | 53         |
| 2021 | 479.260     | 555.000     | 86,4        | 113        | 61         | 52         | 4.241                     |         | 73        | 60        | 53         |